# Вечерња молитва
Вечерња молитва је црквена служба која се држи после заласка сунца у православној, римокатоличкој и источнокатоличкој цркви. Реч потиче од грчког ἑσπέρα и латинског vesper што значи "вече". Такође је повезано и са англиканском традицијом вечерње молитве. Појам се користи и код Протестаната, да се опише вечерња служба.

## Тренутно служење

### Обред Римокатолика
Вечерња, такође позната и као Вечерња молитва одржава се када почне да залази сунце.